# Louis Empain
Louis, baron Empain (né à Bruxelles le 3 janvier 1908, mort à Uccle le 30 mai 1976) est un entrepreneur, philanthrope et noble belge. 

## Biographie
Il est le second fils du géneral Édouard, baron Empain et de Jeanne Becker, et est l'oncle d'Édouard-Jean, baron Empain. 
Empain fait son éducation primaire sous les auspices d'un précepteur. Il décroche un baccalauréat à Paris où il entame ensuite, à la Sorbonne, des études en mathématiques. Celles-ci sont interrompues par la mort de son père, en 1929.
Avec son frère aîné, Jean, Louis Empain hérite de la fortune paternelle ainsi que du contrôle de ses quelque soixante-dix entreprises. Au départ, il partage presque également les responsabilités administratives avec son frère. Vers le milieu des années 1930, il choisit de laisser à ce dernier davantage de place dans le groupe afin de lancer ses propres affaires. En 1934, il fonde une nouvelle institution financière, la Banque belge pour l'industrie, et développe certains projets outre-mer.
Il est connu pour la Villa Empain, à Bruxelles, la fondation Pro juventute ainsi que pour son Domaine de l'Estérel, au Québec.  
Louis Empain se rend au Canada en 1934 pour y effectuer un voyage d'étude et de prospection. Ce qu'il y trouve le convainc du potentiel économique du territoire. Au cours des années qui suivent, il y crée plusieurs entreprises de même qu'un holding de contrôle, la Compagnie belgo-canadienne de crédit ltée. Ses intérêts au Canada sont très variés. Il acquiert le domaine d'Oka, exploite plusieurs milliers d'hectares de forêt en Abitibi et se livre à des activités de prospection minière et d'import-export. En 1935, il prend possession d'un terrain de 1 500 hectares aux abords du lac Masson et fait venir l'architecte belge Antoine Courtens pour y aménager un vaste domaine récréotouristique, l'Estérel.
Ainsi, il achète des terres à Sainte-Marguerite-du-Lac-Masson pour 8 000 dollars canadiens. Le baron Empain, alors âgé de seulement 27 ans, grand admirateur de la nature, de la mer, d’horticulture ornementale et d’art moderne, nomme ses terres le « Domaine d'Estérel », un nom en l’honneur du massif cristallin de Provence, le massif de l’Estérel. Estérel signifie lieu de beauté sylvestre ou lieu de repos. Son but est de bâtir un ensemble résidentiel de sports et de loisirs. En 1938, le complexe est inauguré par une grande réception dans la salle de bal, avec Benny Goodman dirigeant l’orchestre.
Entre-temps, le baron Empain retourne en Europe en 1939 pour servir d'officier de réserve dans l'armée belge. Il participe à la campagne des 18 jours au cours de laquelle il est brièvement fait prisonnier des Allemands.
Durant les années 1950, Empain se fait éditeur en finançant les Éditions du Soleil levant, spécialisées dans la publication d'ouvrages à caractère religieux. Il se consacre également à la construction de cités populaires en Belgique, en France et en Italie.
Il a entre autres publié Demain le XXIe siècle (1972), Vers une nouvelle éthique (1973) et Jeunesse, contestation, communautés (1975).
Louis Empain et Geneviève Hone, une Montréalaise, se marient en Belgique, dans la plus stricte intimité (civilement à Esneux et religieusement à la chapelle de l’Institut Sainte-Ode). Leur voyage de noces sera une longue excursion à pied avec leurs sacs à dos. De ce mariage avec Geneviève Hone (1909-2008), il aura quatre enfants :
- Claude (1939)
- Michel (1941-2000)
- Monique (1942)
- Luc (1944)

## Publications
- Éditeurs divers : 
  - L'éducation de notre jeunesse, Bruxelles, 1941.
  - La jeunesse à la recherche d'un idéal, Bruxelles, 1941.
  - Une solution aux problèmes de l'éducation morale et physique des jeunes, Pro Juventute, Brussel, 1941
  - Méthode d'éducation physique, Pro Juvente, Bruxelles, 1942
  - Abrégé de pédagogie à l'usage des éducateurs, Goemaere, Bruxelles, 1943

- Collection Pro Juventute,  'Editions du Soleil Levant' à Namur : 
  - L'adolescent au foyer, 1954.
  - Nos enfants lisent, 1957 .
  - Les Saints nous parlent, 1957.
  - Galerie des artistes contemporains, 1968.
  - Un module parcourt l'espace, 1972.
  - Vers une nouvelle éthique, Paris, 1973.

- Éditions Art, Vie, Esprit : 
  - Jeunesse, contestation, communautés, 1975.
  - Chrétiens en recherche, 1976.
  - Demain le XXIe siècle, 1976.

## Sources
- « Empain, Louis », sur patrimoine-culturel.gouv.qc.ca, Répertoire du patrimoine culturel du Québec.

- Notices d'autorité :   - VIAF
  - ISNI
  - IdRef
  - LCCN
  - GND
  - NUKAT
  - WorldCat